# Свети Архангели Михаил и Гаврил (Бенче)
„Свети Архангели Михаил и Гаврил“ (на македонска литературна норма: „Свети Архангели Михаил и Гаврил“) е поствизантийска църква в поречкото село Бенче, Северна Македония. Църквата е част от Бродското архиерейско наместничество на Дебърско-Кичевската епархия на Македонската православна църква – Охридска архиепископия. Църквата е изградена в XVII век.
Храмът е разположен на самия източен вход на селото, от лявата страна на пътя и представлява гробищна църква. В архитектурно отношение е малка еднокорабна сграда с правоъгълна основа, която на изток завършва с тристранна апсида отвън. За протезис служи малка полукръгла ниша в източната стена, която не излиза отвън. Църквата е засводена с издължен, полуцилиндричен свод, който директно се опира на страничните стени. Над тази конструкция има обичайният двускатен покрив от каменни плочи. Олтарната апсида е покрита с правилна полукалота и също с каменни плочи. Входът е от запад и над него има полукръгла ниша. На южната фасада има малък правоъгълен прозоречен отвор. Зидарията е от камък и кал. В по-ново време на запад е дограден притвор, като западната стена е разрушена и е оформено цялостно пространство.
Няма данни за времето на изграждане на храма. По иконографските и стилистичните особености на запазените стенописи се смята, че храмът е изграден и изписан в първата половина на XVII век. Стенописите в горните зони и свода са частично повредени.
- Архангел Гавриил от Благовещението, източна стена
- Кръщение Господне, южна стена
- Възкресение Лазарево, южна стена
- Сретение, южна стена
- Света Петка, Света Неделя и Света Марина, южна стена

- Дейсис, северна стена
- Слизане в ада, северна стена
- Влизане в Йерусалим, северна стена
- Разпятие, северна стена
- Свети Ефрем и Свети Влас, северна стена

- Христос, по-стар от дните, свод
- Видение на Свети Петър Александрийски, северна стена на протезиса
- Свети Стефан, протезис
- Преображение Господне и Успение Богородично, западна стена

В 1988 година археографът Михайло Георгиевски открива 5 запазени стари ръкописни книги, датирани между XIV и XVI век. Днес се съхраняват в Народната и университетска библиотека „Свети Климент Охридски“ в Скопие, под инвентарните сигнатури Мс 17, 167, 168, 169 и 171. Сред тях са Бенчевският литургичен сборник и Бенчевското четвероевангелие.